# توپ طلای ۲۰۲۴
توپ طلای ۲۰۲۴ (به انگلیسی: 2024 Ballon d'Or) شصت و هشتمین مراسم سالانه توپ طلا بود که توسط فرانس فوتبال ارائه شد و بهترین فوتبالیست‌های جهان در فصل ۲۴–۲۰۲۳ را معرفی شدند. برای سومین بار در تاریخ این جایزه بر اساس نتایج فصل به جای سال تقویمی اهدا شد. این دوره از ۱ اوت ۲۰۲۳ تا ۳۱ ژوئیه ۲۰۲۴ بود. این مراسم در ۲۸ اکتبر ۲۰۲۴ برگزار شد و نامزدها در ۴ سپتامبر ۲۰۲۴ شدند. برای اولین بار برای شناخته شدن سهم مربیان در فوتبال دو جایزه جدید به نام برترین مربی مرد سال (یوهان کرایوف مردان) و برترین مربی زن سال (یوهان کرایوف زنان) به مربیانی که بهترین عملکرد را در سال تقویمی گذشته ارائه دادند اعطا شد.  یوفا برای نخستین بار مراسم جشن توپ طلا را برگزار کرد و فرانس فوتبال نیز سیستم رای‌گیری و نام توپ طلا را حفظ کرد. از جمله مهمانان این مراسم، ناتالی پورتمن، بازیگر آمریکایی-اسرائیلی بود که جایزه توپ طلای زنان را به آیتانا بونماتی، بازیکن اسپانیایی بارسلونا داد.

## توپ طلا
| رتبه | بازیکن            | ملیت     | پست       | باشگاه         | امتیازها |
| ---- | ----------------- | -------- | --------- | -------------- | -------- |
| ۱    | رودری             | اسپانیا  | هافبک     | منچستر سیتی    | ۱۱۷۰     |
| ۲    | وینیسیوس جونیور   | برزیل    | مهاجم     | رئال مادرید    | ۱۱۲۹     |
| ۳    | جود بلینگام       | انگلیس   | هافبک     | رئال مادرید    | ۹۱۷      |
| ۴    | دنی کارواخال      | اسپانیا  | مدافع     | رئال مادرید    | ۵۵۰      |
| ۵    | ارلینگ هالند      | نروژ     | مهاجم     | منچستر سیتی    | ۴۳۲      |
| ۶    | کیلین امباپه      | فرانسه   | مهاجم     | پاریس سن ژرمن  | ۴۲۰      |
| ۷    | لائوتارو مارتینز  | آرژانتین | مهاجم     | اینتر میلان    | ۴۰۲      |
| ۸    | لامینه یامال      | اسپانیا  | مهاجم     | بارسلونا       | ۳۸۳      |
| ۹    | تونی کروس         | آلمان    | هافبک     | رئال مادرید    | ۲۹۱      |
| ۱۰   | هری کین           | انگلیس   | مهاجم     | بایرن مونیخ    | ۲۰۱      |
| ۱۱   | فیل فودن          | انگلیس   | مهاجم     | منچستر سیتی    | ۱۵۷      |
| ۱۲   | فلوریان ویرتز     | آلمان    | هافبک     | بایر لورکوزن   | ۱۰۱      |
| ۱۳   | دنی اولمو         | اسپانیا  | هافبک     | لایپزیگ        | ۸۶       |
| ۱۴   | آدمولا لوکمن      | نیجریه   | مهاجم     | آتالانتا       | ۸۲       |
| ۱۵   | نیکو ویلیامز      | اسپانیا  | مهاجم     | اتلتیک بیلبائو | ۷۳       |
| ۱۶   | گرانیت ژاکا       | سوئیس    | هافبک     | بایر لورکوزن   | ۶۰       |
| ۱۷   | فدریکو والورده    | اروگوئه  | هافبک     | رئال مادرید    | ۵۸       |
| ۱۸   | امیلیانو مارتینز  | آرژانتین | دروازه‌بان | استون ویلا     | ۲۸       |
| ۱۹   | مارتین اودگارد    | نروژ     | هافبک     | آرسنال         | ۱۶       |
| ۲۰   | هاکان چالهان‌اوغلو | ترکیه    | هافبک     | اینتر میلان    | ۱۵       |
| ۲۱   | بوکایو ساکا       | انگلیس   | مهاجم     | آرسنال         | ۱۴       |
| ۲۲   | آنتونیو رودیگر    | آلمان    | مدافع     | رئال مادرید    | ۱۳       |
| ۲۳   | روبن دیاز         | پرتغال   | مدافع     | منچستر سیتی    | ۸        |
| ۲۳   | ویلیام سالیبا     | فرانسه   | مدافع     | آرسنال         | ۸        |
| ۲۵   | کول پالمر         | انگلیس   | مهاجم     | چلسی           | ۷        |
| ۲۶   | دکلان رایس        | انگلیس   | هافبک     | آرسنال         | ۵        |
| ۲۶   | ویتینیا           | پرتغال   | هافبک     | پاری سن-ژرمن   | ۵        |
| ۲۸   | الکس گریمالدو     | اسپانیا  | مدافع     | بایر لورکوزن   | ۲        |
| ۲۹   | آرتم دووبیک       | اوکراین  | مهاجم     | خیرونا         | ۰        |
| ۲۹   | متس هوملس         | آلمان    | مدافع     | دورتموند       | ۰        |

## توپ طلای زنان
آیتانا بونماتی

## جایزه کوپا
لامینه یامال

## جایزه یاشین
امیلیانو مارتینز

## جایزه گرد مولر
هری کین و کیلیان امباپه

## جایزه سوکراتس
جنیفر هرموسو

## جایزه بهترین باشگاه مردان سال
رئال مادرید

## جایزه بهترین باشگاه بانوان سال
بارسلونا

## جایزهیوهان کرایفمردان (بهترین مربی سال مردان)
کارلو آنچلوتی

## جایزه یوهان کرایف زنان (بهترین مربی سال زنان)
اما هیس